# Naparstnica rdzawa
Naparstnica rdzawa (Digitalis ferruginea L.) – gatunek rośliny z rodziny babkowatych (według systemów XX-wiecznych do trędownikowatych). Występuje w południowej Europie, wokół Morza Śródziemnego, na Bałkanach oraz na Kaukazie. We florze Polski jest efemerofitem.

## Morfologia

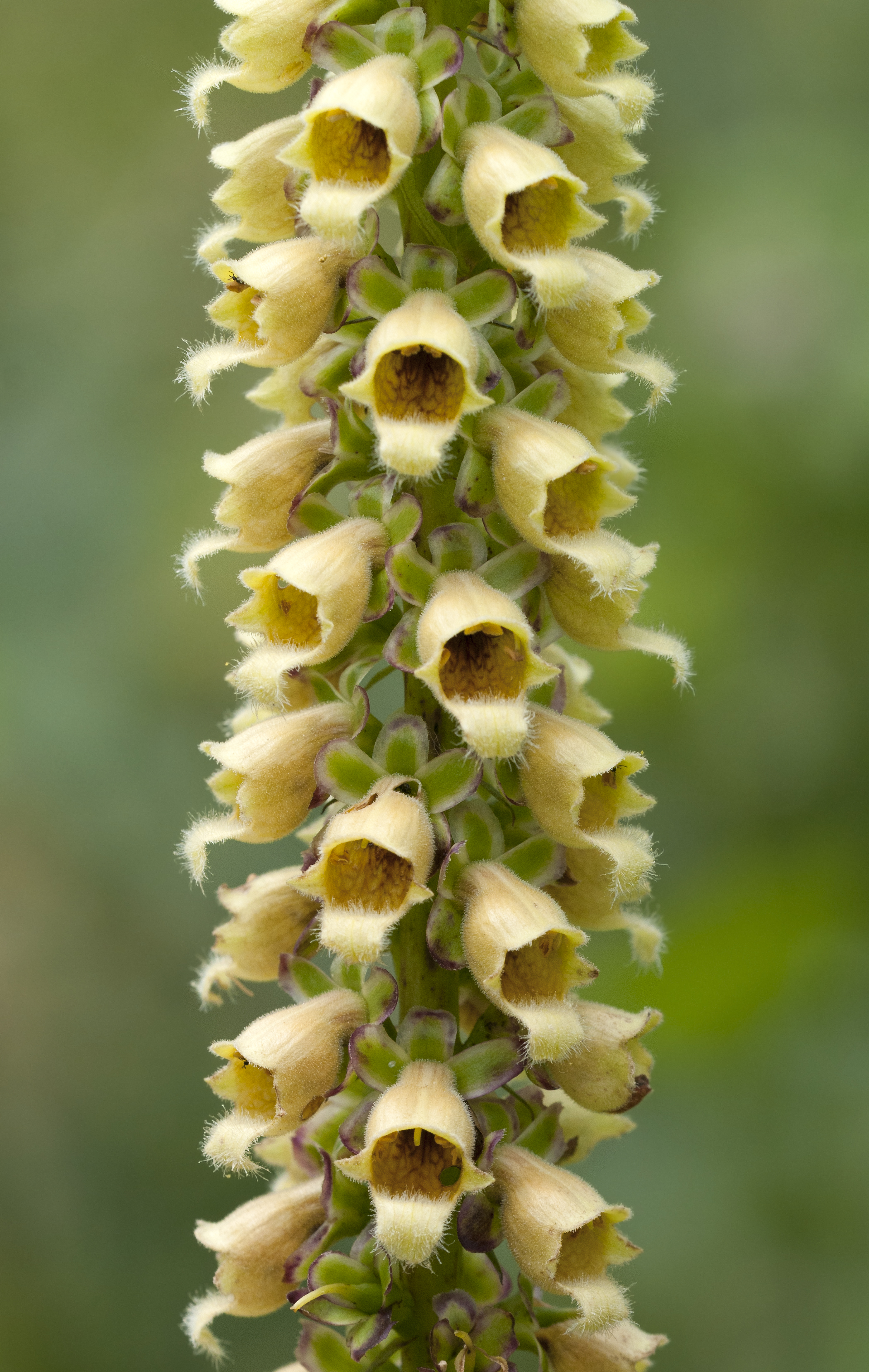
Fragment kwiatostanu

PokrójRoślina zielna.
ŁodygaOsiąga 120 cm wysokości (nawet do 1,5 m), gęsto ulistniona.
LiścieOdziomkowe zebrane w rozetę, łodygowe ułożone naprzeciwlegle. Lancetowatoeliptyczne, na wierzchu gładkie, pod spodem owłosione.
KwiatyLiczne, duże, dwuwargowe, zebrane w długie, gęste, jednostronne grono, zaostrzone na szczycie. Pojedyncze kwiaty podparte liśćmi podkwiatowymi. Korona kwiatu żółtobrązowa lub żółtawozielona, z licznymi ciemniejszymi żyłkami.
OwoceTorebki zawierające liczne, drobne nasiona.

## Biologia i ekologia
Bylina lub roślina dwuletnia. Zakwita pod koniec lipca. W stanie naturalnym rośnie w świetlistych lasach i zaroślach. 

## Zastosowanie
Roślina ozdobna, w Polsce uprawiana zwykle jako roślina dwuletnia w parkach i na rabatach w przydomowych ogródkach. Aby nie dopuścić do zachwaszczenia ogrodu, należy ścinać owocostany przed wysypaniem się nasion. Nadaje się do pojedynczych nasadzeń. Dobra roślina na kwiat cięty, z przeznaczeniem do dużych kompozycji bukietowych.